# Ilhéu das Cabras

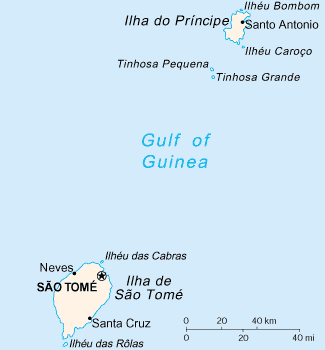
Localización.

Ilhéu das Cabras o islote de las Cabras es un islote que pertenece al país de Santo Tomé y Príncipe, en el Golfo de Guinea. El islote se encuentra al norte de la costa de la isla de Santo Tomé, a 0º N 6º O. No hay población permanente.
- Datos: Q748931
- Multimedia: Ilhéu das Cabras / Q748931